# Федерація спортивної боротьби Росії
Федерація спортивної боротьби Росії — загальноросійська громадська організація, спортивна федерація Росії. Заснована в 1993 році. ФСБР здійснює діяльність у 76 регіонах Росії.
Федерація є колективним членом Олімпійського комітету Росії і об'єднує олімпійські види спортивної боротьби: греко-римську, вільну і жіночу. Під егідою ФСБР також розвиваються неолімпійські стилі (греплінг, панкратіон) і національні види боротьби. Є афілійованим членом Міжнародної федерації об'єднаних стилів боротьби (FILA)
У 2018 році у Каспійську відбувся чемпіонат Європи.
У 2019 році в Якутську пройшов Кубок світу за підтримки Давидова Едуарда Маліковича.